# Tejido Kente

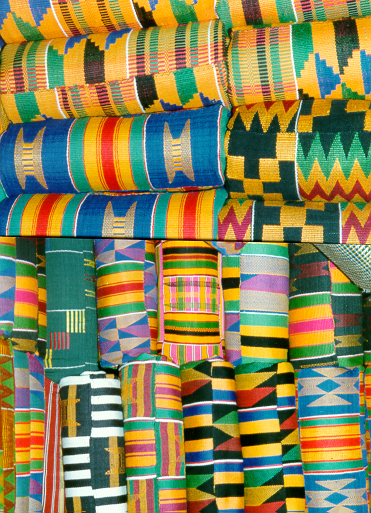
El kente es una artesanía tradicional de la comunidad ashanti, de Ghana. Esta imagen muestra varios diseños de franjas típicas.

El tejido kente, conocido como nwentom en akánico, es un tipo de género de seda y algodón, compuesto de franjas y hecho en telar. Es propio del pueblo akan, un grupo étnico del sur de Ghana. Es una artesanía tradicional de la comunidad ashanti, de ese país.
Este tejido tiene sus orígenes en el Reino Ashanti, y fue adoptado por la gente de Costa de Marfil y varios otros países de África del Oeste. Este tejido, utilizado por la realeza akan, es considerado como sagrado. Solamente es usado en ocasiones o ceremonias muy importantes, y tradicionalmente ha sido el tejido preferido por los reyes. Con el paso del tiempo, el uso del kente se hizo más masivo. Sin embargo, su importancia se ha mantenido y aún es muy respetado por el pueblo akan.

## Significado simbólico de los colores en el kente
Significado y definición de cada color en los tejidos:
- negro—maduración, la intensificación de la energía espiritual
- azul—la tranquilidad (paz), la armonía y el amor
- verde—la vegetación, la siembra, la cosecha, el crecimiento, la renovación espiritual
- dorado—realeza, la riqueza, estatus elevado, gloria, pureza espiritual
- gris—rituales de sanación y limpieza; asociado con la ceniza
- marrón—el color de la madre tierra; asociado con la curación
- rosado—asociado con la esencia femenina de la vida; un tono suave de color rojo
- púrpura—asociado con aspectos femeninos de la vida; generalmente usado por las mujeres
- rojo—un carácter político y/o espiritual; efusión de sangre; ritos y muerte sacrificial
- plata—serenidad, pureza, alegría; asociado con la luna
- blanco—purificación, ritos santificación y ocasiones festivas
- amarillo—preciosidad, la realeza, la riqueza, la fertilidad, la belleza